# Teixereta
La Teixereta és una muntanya de 1.345 metres d'altura, ubicada a la comarca de l'Alcoià, amb el vessant nord sobre terme municipal d'Alcoi i el vessant sud sobre el d'Ibi.
És el segon cim de la Serra del Menejador, set metres per sota de la muntanya que dona nom a la serralada. Així mateix, la Teixereta està dins del Parc Natural del Carrascar de la Font Roja.